# Golpejas
Golpejas es un municipio y localidad española de la provincia de Salamanca, en la comunidad autónoma de Castilla y León. Se integra dentro de la comarca de la Tierra de Ledesma. Pertenece al partido judicial de Salamanca y a la Mancomunidad Comarca de Ledesma.
Su término municipal está formado por un solo núcleo de población, ocupa una superficie total de 11,79 km² y según los datos demográficos recogidos en el padrón municipal elaborado por el INE en 2017, cuenta con una población de 154 habitantes.

## Toponimia
Tras ser repoblado por los reyes leoneses tomó el nombre de Golpeyas de la Torre, con el que aparece recogido en el fuero otorgado a Ledesma por el rey Fernando II de León en 1161, denominación que se repite en el siglo XIII con la grafía Golpeias de la Torre, y del que deriva el actual nombre: Golpejas.

## Símbolos

### Escudo
El escudo heráldico que representa al municipio fue aprobado el 28 de julio de 1998 con el siguiente blasón:

«Escudo cortado, colocando en el cuartel superior una zorrilla de sable, mirando a la derecha (izquierda según se contempla) en posición posante
y sobre campo de plata. En el segundo, o cuartel inferior, terciado en mantel de plata, primero y segundo de oro, con un palo de gules, respectivamente, y el mantel de plata con un dragón de sinople. Timbrado de la Corona Real Española»
Boletín Oficial del Estado nº 211 de 3 de septiembre de 1998

## Historia

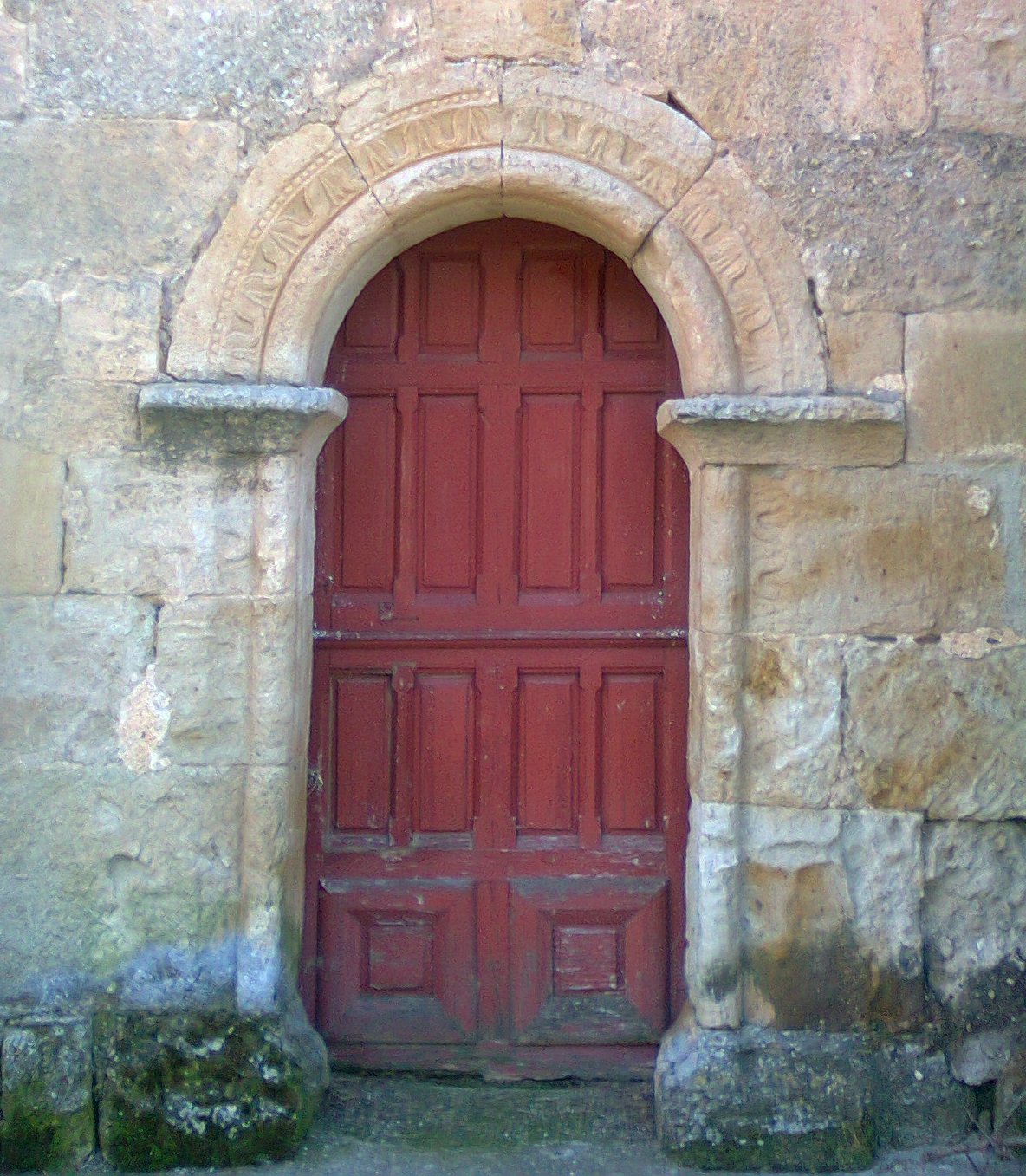
Portada románica de la iglesia

La fundación de Golpejas se remonta a la Edad Media, obedeciendo a las repoblaciones efectuadas por los reyes leoneses en la Alta Edad Media, quedando encuadrada la localidad en la jurisdicción de Ledesma desde la creación de su alfoz por parte de Fernando II de León en el siglo XII, así como en su arcedianato. Con la creación de las actuales provincias en 1833, Golpejas quedó integrado en la provincia de Salamanca, dentro de la Región Leonesa. En el siglo XX tuvieron cierta pujanza sus minas de estaño, cerradas en 1988.

## Geografía humana

### Demografía
Cuenta con una población de 144 habitantes (INE 2024).
| Gráfica de evolución demográfica de Golpejas entre 1842 y 2021                                                        |
| |
| Población de derecho según los censos de población del INE. Población de hecho según los censos de población del INE. |

## Administración y política
| Partido político                              | 2019  | 2019  | 2019       | 2015  | 2015  | 2015       | 2011  | 2011  | 2011       | 2007  | 2007  | 2007       | 2003  | 2003  | 2003       |
| Partido político                              | %     | Votos | Concejales | %     | Votos | Concejales | %     | Votos | Concejales | %     | Votos | Concejales | %     | Votos | Concejales |
| Partido Popular (PP)                          | 66,14 | 84    | 4          | 51,49 | 69    | 3          | 72,22 | 91    | 4          | 48,23 | 68    | 3          | 42,86 | 70    | 3          |
| Partido Socialista Obrero Español (PSOE)      | 30,71 | 39    | 1          | 46,27 | 62    | 2          | 19,84 | 25    | 1          | 43,97 | 62    | 2          | 45,89 | 67    | 2          |
| Coalición SI por Salamanca (SI)               | —     | —     | —          | —     | —     | —          | 5,56  | 7     | 0          | —     | —     | —          | —     | —     | —          |
| Unión del Pueblo Salmantino (UPSa)            | —     | —     | —          | —     | —     | —          | —     | —     | —          | 4,96  | 7     | 0          | 0,68  | 1     | 0          |
| Unidad Regionalista de Castilla y León (URCL) | —     | —     | —          | —     | —     | —          | —     | —     | —          | —     | —     | —          | 1,37  | 2     | 0          |

## Monumentos

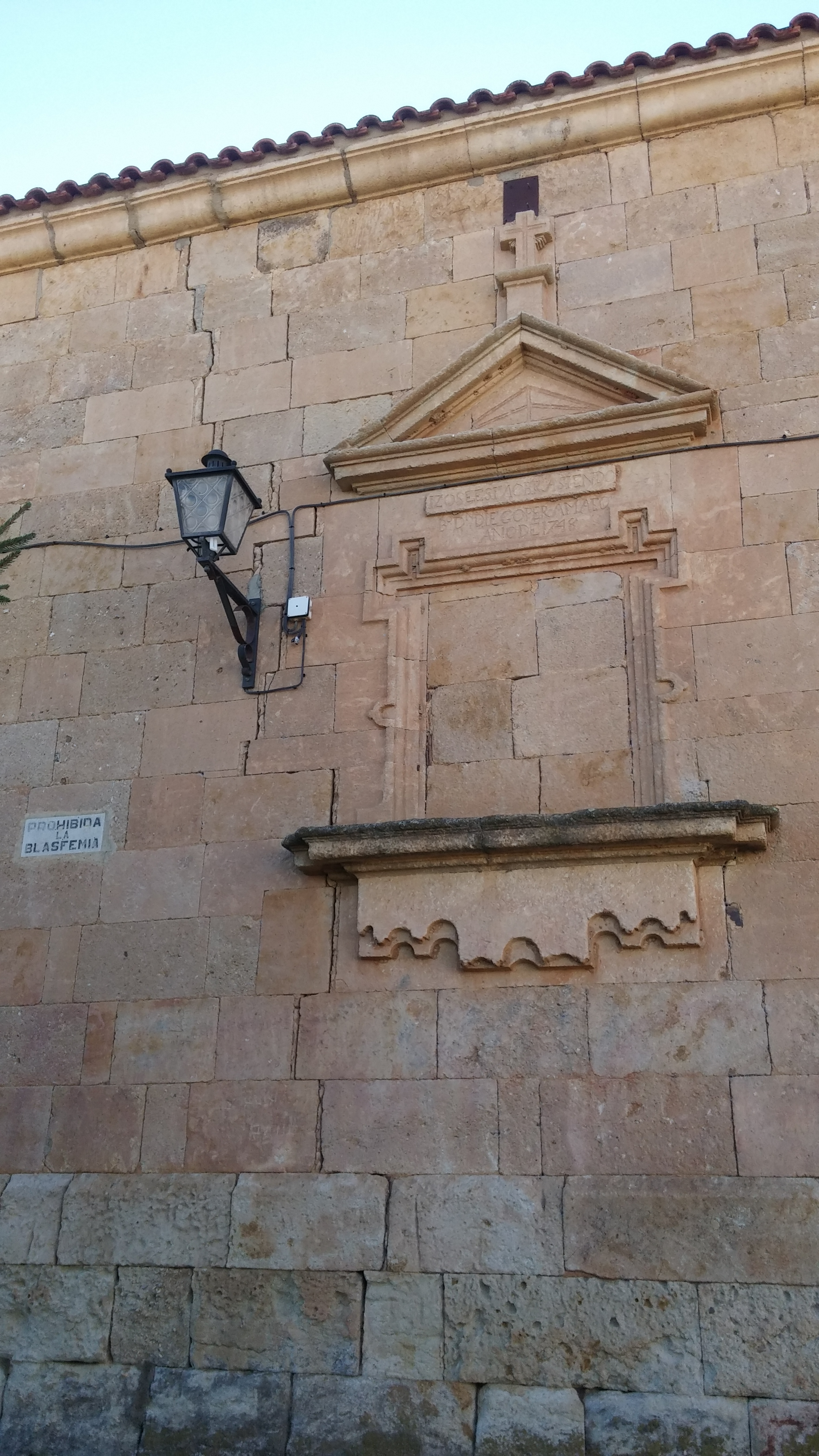
Parte trasera de la iglesia

- Iglesia parroquial de San Nicolás de Bari, data del siglo XVIII, siendo erigida como consecuencia del derrumbamiento de la iglesia románica existente hasta entonces. Este edificio religioso consta de una planta rectangular de una sola nave; a la que años más tarde se le añadió una capilla. En el interior del templo se resalta una bóveda de crucería y dos columnas románicas, una de ellas sostiene el púlpito y la otra sustenta a la tribuna. También en su interior se encuentra un retablo barroco que recoge la figura del patrón de la iglesia.
- Peña de la Mora, a pocos metros del municipio se encuentra un espléndido paraje en el que se pueden contemplar encinas y robles; posee fama este lugar debido a una leyenda que hace referencia a la “Peña de la Mora”; en dicha elevación existe una cueva y según cuentan una bella mora vivió y que cautiva iba todas las mañanas a peinarse en las aguas del arroyo que pasa junto a al cueva.
- Caño de San Miguel.
- Mina de Estaño (abandonada). Se trataba de una empresa llamada Grupo Minero Golpejas. Empezó a funcionar en los años 60. Nunca tuvo gran importancia y debido a sus numerosas crisis se cerro por falta de rentabilidad lo que la llevó a estar abandonada hasta 2012 cuando se desarticuló por completo. Su producción era de 1000 toneladas/día con una ley media de 1 kg de Sn por tonelada y de 100 gr de Ta. Los recursos se calibraron unos 106 toneladas de mineral --Datos del Instituto Geológico y Minero de España--. Su principal atractivo y popularidad se deben a su posterior uso como lugar de ocio gracias al lago formado en su estructura y las múltiples rutas que se hallan a su alrededor. Esta mina cuenta con una superficie de 80 hectáreas mientras que el terreno del lago son unas 3. Además de por sus aguas azuladas, destaca por la falta de insectos o peces en dicho lago.

## Cultura

### Fiestas
Las fiestas de Golpejas tienen lugar el 24 de agosto, en honor a San Bartolomé, patrón de la localidad.